# Canton des Causses-Rougiers
Le canton des Causses-Rougiers est une circonscription électorale française du département de l'Aveyron, créée par le décret du 21 février 2014 et entrée en vigueur lors des élections départementales de 2015.

## Histoire
Un nouveau découpage territorial de l'Aveyron entre en vigueur en mars 2015, défini par le décret du 21 février 2014, en application des lois du 17 mai 2013 (loi organique 2013-402 et loi 2013-403). Les conseillers départementaux sont, à compter de ces élections, élus au scrutin majoritaire binominal mixte. Les électeurs de chaque canton élisent au Conseil départemental, nouvelle appellation du Conseil général, deux membres de sexe différent, qui se présentent en binôme de candidats. Les conseillers départementaux sont élus pour 6 ans au scrutin binominal majoritaire à deux tours, l'accès au second tour nécessitant 12,5 % des inscrits au 1er tour. En outre la totalité des conseillers départementaux est renouvelée. Ce nouveau mode de scrutin nécessite un redécoupage des cantons dont le nombre est divisé par deux avec arrondi à l'unité impaire supérieure. En Aveyron, le nombre de cantons passe ainsi de 46 à 23. Le canton des Causses-Rougiers fait partie des 21 nouveaux cantons du département, deux cantons conservant leur dénomination (Saint-Affrique et Villefranche-de-Rouergue).

## Représentation
| Période élective | Période élective | Mandat | Mandat   | Identité           | Nuance | Nuance | Qualité |
| ---------------- | ---------------- | ------ | -------- | ------------------ | ------ | ------ | --- |
| 2015             | 2021             | 2015   | 2021     | Annie Bel          |        | UDI    | Retraitée éducation nationale Ancienne conseillère générale du Canton de Saint-Sernin-sur-Rance Maire de Saint-Sernin-sur-Rance (2008-2020)                          |
| 2015             | 2021             | 2015   | 2021     | Christophe Laborie |        | MR     | Ingénieur territorial Ancien conseiller général du Canton de Cornus Maire de Cornus Président de la Communauté de communes Larzac et Vallées                         |
| 2021             | 2028             | 2021   | en cours | Monique Aliès      |        | DVC    | Maire de Belmont-sur-Rance, ancienne conseillère générale du canton de Belmont-sur-Rance (2002-2015), Présidente de la Communauté de communes Monts Rance et Rougier |
| 2021             | 2028             | 2021   | en cours | Christophe Laborie |        | MR     | Conseiller sortant, Vice-président chargé du développement durable                                                                                                   |

### Résultats détaillés

#### Élections de mars 2015
Lors des élections départementales de 2015, le binôme composé de Annie Bel et Christophe Laborie (UDI) est élu au premier tour avec 50,01% des suffrages exprimés, devant le binôme composé de Marie-Thérèse Foulquier et Jean Milesi (DVG) (23,40%). Le taux de participation est de 63,11 % (6 633 votants sur 10 511 inscrits) contre 59,71 % au niveau départemental et 50,17 % au niveau national.

#### Élections de juin 2021
Le premier tour des élections départementales de 2021 est marqué par un très faible taux de participation (33,26 % au niveau national). Dans le canton des Causses-Rougiers, ce taux de participation est de 50,63 % (5 222 votants sur 10 314 inscrits) contre 43,28 % au niveau départemental. À l'issue de ce premier tour,  le binôme constitué de Monique Alies et Christophe Laborie (DVC , 75,47 %), est élu avec 75,47 % des suffrages exprimés.

## Composition
Le nouveau canton des Causses-Rougiers regroupe quarante-trois communes.
| Nom                                  | Code Insee | Intercommunalité                            | Superficie (km2) | Population (dernière pop. légale) | Densité (hab./km2) | Modifier                                    |
| ------------------------------------ | ---------- | ------------------------------------------- | ---------------- | --------------------------------- | ------------------ | ------------------------------------------- |
| La Cavalerie (bureau centralisateur) | 12063      | CC Larzac et Vallées                        | 40,56            | 2 208 (2022)                      | 54                 | modifier les données · modifier les données |
| Arnac-sur-Dourdou                    | 12009      | CC Monts, Rance et Rougier                  | 16,57            | 44 (2022)                         | 2,7                | modifier les données · modifier les données |
| Balaguier-sur-Rance                  | 12019      | CC Monts, Rance et Rougier                  | 9,80             | 89 (2022)                         | 9,1                | modifier les données · modifier les données |
| La Bastide-Solages                   | 12023      | CC du Réquistanais                          | 7,10             | 110 (2022)                        | 15                 | modifier les données · modifier les données |
| Belmont-sur-Rance                    | 12025      | CC Monts, Rance et Rougier                  | 44,19            | 990 (2022)                        | 22                 | modifier les données · modifier les données |
| Brasc                                | 12035      | CC du Réquistanais                          | 20,14            | 172 (2022)                        | 8,5                | modifier les données · modifier les données |
| Brusque                              | 12039      | CC Monts, Rance et Rougier                  | 36,18            | 259 (2022)                        | 7,2                | modifier les données · modifier les données |
| Camarès                              | 12044      | CC Monts, Rance et Rougier                  | 41,86            | 1 028 (2022)                      | 25                 | modifier les données · modifier les données |
| Le Clapier                           | 12067      | CC Larzac et Vallées                        | 19,60            | 88 (2022)                         | 4,5                | modifier les données · modifier les données |
| Combret                              | 12069      | CC Monts, Rance et Rougier                  | 49,85            | 258 (2022)                        | 5,2                | modifier les données · modifier les données |
| Cornus                               | 12077      | CC Larzac et Vallées                        | 92,74            | 513 (2022)                        | 5,5                | modifier les données · modifier les données |
| Coupiac                              | 12080      | CC Saint Affricain, Roquefort, Sept Vallons | 24,72            | 358 (2022)                        | 14                 | modifier les données · modifier les données |
| La Couvertoirade                     | 12082      | CC Larzac et Vallées                        | 61,91            | 200 (2022)                        | 3,2                | modifier les données · modifier les données |
| Fayet                                | 12099      | CC Monts, Rance et Rougier                  | 15,87            | 236 (2022)                        | 15                 | modifier les données · modifier les données |
| Fondamente                           | 12155      | CC Larzac et Vallées                        | 50,58            | 335 (2022)                        | 6,6                | modifier les données · modifier les données |
| Gissac                               | 12109      | CC Monts, Rance et Rougier                  | 31,02            | 96 (2022)                         | 3,1                | modifier les données · modifier les données |
| L'Hospitalet-du-Larzac               | 12115      | CC Larzac et Vallées                        | 12,40            | 344 (2022)                        | 28                 | modifier les données · modifier les données |
| Lapanouse-de-Cernon                  | 12122      | CC Larzac et Vallées                        | 22,87            | 121 (2022)                        | 5,3                | modifier les données · modifier les données |
| Laval-Roquecezière                   | 12125      | CC Monts, Rance et Rougier                  | 30,66            | 294 (2022)                        | 9,6                | modifier les données · modifier les données |
| Marnhagues-et-Latour                 | 12139      | CC Larzac et Vallées                        | 21,92            | 144 (2022)                        | 6,6                | modifier les données · modifier les données |
| Martrin                              | 12141      | CC Saint Affricain, Roquefort, Sept Vallons | 23,31            | 234 (2022)                        | 10                 | modifier les données · modifier les données |
| Mélagues                             | 12143      | CC Monts, Rance et Rougier                  | 44,51            | 56 (2022)                         | 1,3                | modifier les données · modifier les données |
| Montagnol                            | 12147      | CC Monts, Rance et Rougier                  | 34,47            | 147 (2022)                        | 4,3                | modifier les données · modifier les données |
| Montclar                             | 12149      | CC du Réquistanais                          | 12,80            | 140 (2022)                        | 11                 | modifier les données · modifier les données |
| Montfranc                            | 12152      | CC Monts, Rance et Rougier                  | 6,20             | 130 (2022)                        | 21                 | modifier les données · modifier les données |
| Montlaur                             | 12154      | CC Monts, Rance et Rougier                  | 41,57            | 660 (2022)                        | 16                 | modifier les données · modifier les données |
| Mounes-Prohencoux                    | 12192      | CC Monts, Rance et Rougier                  | 37,62            | 193 (2022)                        | 5,1                | modifier les données · modifier les données |
| Murasson                             | 12163      | CC Monts, Rance et Rougier                  | 40,25            | 213 (2022)                        | 5,3                | modifier les données · modifier les données |
| Peux-et-Couffouleux                  | 12179      | CC Monts, Rance et Rougier                  | 21,71            | 87 (2022)                         | 4,0                | modifier les données · modifier les données |
| Plaisance                            | 12183      | CC Saint Affricain, Roquefort, Sept Vallons | 14,00            | 221 (2022)                        | 16                 | modifier les données · modifier les données |
| Pousthomy                            | 12186      | CC Monts, Rance et Rougier                  | 17,33            | 212 (2022)                        | 12                 | modifier les données · modifier les données |
| Rebourguil                           | 12195      | CC Monts, Rance et Rougier                  | 35,31            | 287 (2022)                        | 8,1                | modifier les données · modifier les données |
| Saint-Beaulize                       | 12212      | CC Larzac et Vallées                        | 19,97            | 100 (2022)                        | 5,0                | modifier les données · modifier les données |
| Saint-Jean-et-Saint-Paul             | 12232      | CC Larzac et Vallées                        | 37,91            | 284 (2022)                        | 7,5                | modifier les données · modifier les données |
| Saint-Juéry                          | 12233      | CC Saint Affricain, Roquefort, Sept Vallons | 29,01            | 276 (2022)                        | 9,5                | modifier les données · modifier les données |
| Saint-Sernin-sur-Rance               | 12248      | CC Monts, Rance et Rougier                  | 11,14            | 586 (2022)                        | 53                 | modifier les données · modifier les données |
| Saint-Sever-du-Moustier              | 12249      | CC Monts, Rance et Rougier                  | 26,03            | 180 (2022)                        | 6,9                | modifier les données · modifier les données |
| Sainte-Eulalie-de-Cernon             | 12220      | CC Larzac et Vallées                        | 46,35            | 321 (2022)                        | 6,9                | modifier les données · modifier les données |
| Sauclières                           | 12260      | CC Larzac et Vallées                        | 38,81            | 182 (2022)                        | 4,7                | modifier les données · modifier les données |
| La Serre                             | 12269      | CC Monts, Rance et Rougier                  | 18,52            | 127 (2022)                        | 6,9                | modifier les données · modifier les données |
| Sylvanès                             | 12274      | CC Monts, Rance et Rougier                  | 16,96            | 116 (2022)                        | 6,8                | modifier les données · modifier les données |
| Tauriac-de-Camarès                   | 12275      | CC Monts, Rance et Rougier                  | 24,75            | 35 (2022)                         | 1,4                | modifier les données · modifier les données |
| Viala-du-Pas-de-Jaux                 | 12295      | CC Larzac et Vallées                        | 18,95            | 88 (2022)                         | 4,6                | modifier les données · modifier les données |
| Canton des Causses-Rougiers          | 1204       |                                             | 1 268,02         | 12 762 (2022)                     | 10                 | modifier les données                        |

## Démographie
En 2022, le canton comptait 12 762 habitants, en évolution de +10,61 % par rapport à 2016 (Aveyron : +0,37 %, France hors Mayotte : +2,11 %).
| 2013   | 2018   | 2022   |
| ------ | ------ | ------ |
| 11 536 | 12 101 | 12 762 |